# Al Jazeera
Al Jazeera Media Network (in arabo الجزيرة‎?, al-Ǧazīra, nome che significa l'isola) è un conglomerato mediatico  con sede a Doha, ed è finanziato e sostenuto in buona parte dal governo del Qatar. I canali di punta della rete includono Al Jazeera Arabic e Al Jazeera English, che forniscono copertura di notizie regionali e internazionali, insieme ad analisi, documentari e talk show. Oltre ai suoi canali televisivi, Al Jazeera ha ampliato la sua presenza digitale con piattaforme come AJ+, rivolgendosi a un pubblico più giovane con formati e contenuti adattati per il consumo online. Al Jazeera trasmette in oltre 150 paesi e territori e ha un vasto pubblico globale di oltre 430 milioni di persone.
Originariamente concepita come un canale televisivo satellitare che forniva notizie e attualità in lingua araba, col tempo si è evoluta in una rete mediatica multifunzionale che comprende varie piattaforme, come canali televisivi online specializzati in numerose lingue e altro ancora. L'agenzia di notizie della rete attualmente ha 70 uffici in tutto il mondo, rendendola una delle più grandi collezioni di uffici tra le aziende mediatiche a livello globale.
AJMN riceve finanziamenti pubblici direttamente dal governo del Qatar e dalla famiglia Al Thani, il che ha portato spesso a controversie se l'organizzazione debba essere considerata a tutti gli effetti un'emittente pubblica sotto il controllo del governo di Doha; nonostante le accuse secondo cui il governo del Qatar abbia il diretto controllo editoriale sui suoi contenuti, AJMN sostiene che il suo lavoro non è assolutamente influenzato o diretto dal governo qatariota e non riflette alcun punto di vista ufficiale della famiglia Al Thani. 
Nonostante ciò la rete è stata spesso presa di mira da vari governi stranieri che contestano la legittimità e l'attendibilità della sua copertura. Durante la crisi diplomatica del Qatar, diversi paesi arabi hanno interrotto le relazioni diplomatiche con il Qatar e imposto sanzioni col paese; una delle loro azioni riguardava proprio la chiusura di Al Jazeera, ritenuta troppo vicina alle posizioni della famiglia Al Thani e delle loro politiche; altre reti mediatiche hanno invece espresso il loro sostegno al network. 

## Storia
La nascita di Al Jazeera è dovuta da un lato come risposta al vuoto lasciato dalla chiusura di BBC Arabic (poi riaperta nel 2008), e dall'altro alla volontà di Hamad bin Khalifa al-Thani, emiro del Qatar, di trasformare il suo paese nel centro culturale della regione, ritenuto l'unico metodo per il piccolo e storicamente irrilevante Qatar di assumere maggiore importanza nel panorama politico mediorientale.
Il progetto originale prevedeva che l'emittente, nata grazie agli ingenti finanziamenti dell'emiro, avrebbe dovuto in seguito sostentarsi esclusivamente con gli introiti privati derivanti dalla pubblicità, ma tale indipendenza finanziaria non è mai stata raggiunta in quanto le concessionarie della pubblicità dell'area erano e sono tuttora monopolizzate dall'Arabia Saudita, il cui governo è fortemente ostile ad Al Jazeera. Infatti, l'intenzione dell'emiro al Thani di creare una emittente "libera" ha dato ad Al Jazeera una forte connotazione di media indipendente, e sin dagli inizi i giornalisti che vi lavorano perseguono la ricerca di scoop e hot news (prestando a volte il fianco ad accuse di sensazionalismo). Proprio per questa sua peculiarità, Al Jazeera ha riscosso un immediato successo tra gli spettatori di tutti i paesi di lingua araba, che per la prima volta potevano avere accesso ad una informazione televisiva non censurata.
Al Jazeera si è imposta come principale emittente in lingua araba in occasione dell'Operazione Desert Fox del 1998 contro l'Iraq ed ha riconfermato la propria leadership nel 2000 con la copertura completa della seconda intifada.
Nel 2001 la sede afghana di Kabul, l'unica emittente rimasta nel Paese in guerra, venne distrutta da un missile Cruise statunitense.
Il 7 aprile 2003 un jet statunitense distrusse con un missile la sede di Baghdad, uccidendo il reporter e ferendo gravemente il collega, sebbene il Pentagono avesse garantito qualche mese prima che non sarebbe stata oggetto di attacchi.
Tutta la storia di Al Jazeera è costellata di tentativi da parte dei regimi arabi di ostacolarne e reprimerne l'attività tramite l'allontanamento dei giornalisti e la chiusura degli uffici di corrispondenza; clamorosa è stata, il 27 gennaio 1999, la decisione del governo algerino di imporre un black out alle principali città del paese per impedire la visione di Al Jazeera, il cui palinsesto di quel giorno prevedeva appunto un dibattito sulla presunta e televisivamente costruita guerra civile in Algeria con la presenza in studio di un diplomatico dissidente.
Tuttavia, questi tentativi non sono riusciti ad arginare la popolarità dell'emittente, tanto che nel 2003 investitori governativi di molti paesi arabi hanno dato vita ad una nuova tv satellitare, Al Arabiya, con lo scopo dichiarato di sottrarre pubblico ad Al Jazeera combattendola ad armi pari, cioè imitandone i format e l'impostazione occidentale, ma con contenuti meno critici nei confronti dei governi della regione mediorientale.
Il 15 maggio 2021 la sede di Al Jazeera a Gaza è stata bombardata dalle forze israeliane durante il conflitto israelo-palestinese. I dipendenti sono stati evacuati prima del bombardamento.
Il 5 maggio 2024, mentre le forze armate israeliane sono impegnate nell'Operazione Spade di Ferro, il governo di Israele ha deciso di sospendere tutte le attività dell'emittente televisiva per l'intera durata della guerra. Le autorità governative di Tel Aviv hanno quindi fatto irruzione in una stanza d’albergo di Gerusalemme Est, utilizzata da Al Jazeera come ufficio, smantellando le attrezzature necessarie alla produzione dei servizi. Il direttore della TV, Walid Al-Omari, ha dichiarato che Israele non vuole che Al Jazeera mostri la violenza perpetrata dall'esercito israeliano sui civili palestinesi nella Striscia di Gaza.

## Al Jazeera Arabic
Al Jazeera Arabic è l'emittente di stato del Qatar in lingua araba di totale proprietà statale del Qatar. Ha sede a Doha ed è gestita dalla già citata Al Jazeera Media Network. È la più grande rete di notizie nella regione del Medio Oriente e del Nord Africa. È stata fondata nel 1996 dall'allora emiro del Qatar, Hamad bin Khalifa Al Thani, per colmare il vuoto lasciato dalla chiusura di BBC Arabic (poi riaperta nel 2008). 
Nota per il suo professionismo giornalistico, specialmente se confrontata con altre organizzazioni di notizie arabe, Al Jazeera ha guadagnato popolarità nel mondo arabo come alternativa al precedente panorama di emittenti statali locali, con la sua copertura iniziale che era apertamente critica nei confronti dei leader autocratici della regione, oltre a ospitare una vasta gamma di punti di vista, guadagnando credibilità attraverso la sua ampia copertura in prima linea della Seconda Intifada e della Guerra in Iraq. Al Jazeera Arabic è editorialmente indipendente da Al Jazeera English.

## Al Jazeera English
Dal 15 novembre 2006, alle ore 12:00 CET, è iniziata la programmazione regolare del canale Al Jazeera English, che trasmette solo in lingua inglese e che ha quattro sedi da dove partono le trasmissioni, e si trovano a:
- Doha, Qatar sede per Africa, Medio Oriente;
- Washington, Stati Uniti d'America sede per l'America;
- Kuala Lumpur, Malaysia sede per l'Asia (escluso il Medio Oriente);
- Londra, Regno Unito sede per l'Europa.

AJE è un canale di notizie in lingua inglese attivo 24 ore su 24 che opera sotto la Al Jazeera Media Network, finanziato anch'esso in parte dal governo del Qatar.
Al Jazeera è conosciuta per il suo reportage approfondito e in prima linea, in particolare nelle zone di conflitto, come la Primavera Araba, il conflitto Gaza-Israele e altri. La copertura della Primavera Araba da parte di Al Jazeera ha vinto numerosi premi per la rete, incluso il Peabody Award. Si posiziona come una piattaforma mediatica alternativa rispetto al predominio dei media occidentali come CNN e BBC, concentrandosi principalmente su un reportage narrativo in cui i soggetti presentano le proprie storie.

## Contenuti in Creative Commons
Per la sua diffusione linguistica, è un'emittente che copre un ampio spazio, che va dall'Africa araba, alla penisola arabica, fino all'Indonesia.
L'organizzazione è molto semplice, seppure rispettando dei canoni ben definiti. Le edizioni principali dei telegiornali, trasmesse in un ampio studio con bancone convesso, sono affidate ad uno staff di giornalisti composto sia da uomini che da donne.
Le edizioni della mattina si svolgono in uno studio più piccolo, con grande schermo sulla parete ed una piccola platea con due poltrone, riservate al conduttore e all'ospite.
Entrambe le reti sono ricevibili via satellite Hotbird, e visibili su varie piattaforme tv (in Italia Sky Italia e Tivùsat), anche in HD. Si può inoltre seguirla in streaming dal sito stesso di Al Jazeera.
Il 27 dicembre 2008 Israele lanciò la campagna militare Operazione Piombo fuso, chiudendo ogni collegamento con la Striscia di Gaza. Al Jazeera si trovò ad essere l'unica televisione ad avere corrispondenti all'interno della zona di guerra. L'enorme quantità di richieste di immagini da parte delle reti di tutto il mondo indussero Mohamed Nanabhay, responsabile web dell'emittente, a lanciare il primo archivio di una rete televisiva con licenza Creative Commons CC-BY. Da quel momento la maggior parte dei contenuti online dell'emittente sono disponibili sotto tale licenza.

## Altri canali del gruppo
- Sono diciannove canali sportivi, tre in chiaro e gli altri sedici a pagamento, tra i quali 6 in HD, controllati da Al Jazeera. Essi trasmettono una miriade di eventi sportivi, tra cui i Mondiali di calcio, Campionati europei di calcio e dalla stagione 2009/10 anche la UEFA Champions League e l'Europa League (solitamente in onda sui canali a pagamento).
- JeemTV è il canale per bambini del gruppo, lanciato il 9 settembre 2005. Conosciuto anche con l'acronimo JCC, trasmette 18 ore e mezzo al giorno nei feriali e 19 ore nei fine settimana. Il 40% della sua programmazione è autoprodotto.